# Sásd
Sásd (em croata:   Šaš, em alemão:   Schaschd) é uma cidade da Hungria, situada no condado de Baranya. Tem 14,88 km² de área e sua população em 2019 foi estimada em 2.934 habitantes.